# Merki
Merki – pierwszy promocyjny pieniądz lokalny wprowadzony w powojennej Polsce w 2006 r.
Pieniądz ma nominał „3 merki” i był wymieniany na 3 złote, można nim płacić za towary i usługi w wybranych punktach gminy Jastarnia. Akcja ma na celu promowanie Gminy Jastarnia, emitentem żetonów 3 merki jest Gmina Jastarnia, producentem żetonów jest Mennica Polska S.A. Na awersie monety znajduje się nominał „3 merk” na tle stylizowanego słońca, lecących mew i morskich fal, określenie emitenta: „Gmina Jastarnia” oraz ostatniego dnia obiegu monety: „30.09.2006”, na rewersie kontur wybrzeża Bałtyku z Mierzeją Helską i napisem „75 lat Juraty”.

## Nazwa
„Merki” – oznacza stosowany dawniej przez kaszubskich rybaków zwyczaj oznaczania sprzętu do łowienia ryb. Określone znaki, najczęściej kreski, pozwalały rozpoznać do kogo należały dane przedmioty.

## Historia
Monetę wybito z okazji 75. rocznicy powstania Juraty – miejscowości w gminie Jastarnia. Lokalny pieniądz miał służyć promocji tego nadmorskiego kurortu. Moneta zaprojektowana została przez Roberta Kotowicza.
„Merki” w nakładzie 20 tys. sztuk wybiła Mennica Polska SA.

## Edycje
Honorowane do 30.09.2006 roku (1 edycja)

30.09.2007 (2 edycja)

30.09.2007 (3 edycja)
Nazwa: 3 Merki – 75 lat Juraty (1 edycja)

Data emisji: 1.05.2006

Nakład: 20 000

Nazwa: 3 Merki – Kuźnica (2 edycja)

Data emisji: 1.05.2007

Nakład: 20 000

Nazwa: 3 Merki – Kuźnica (3 edycja)

Data emisji: 1.07.2007

Nakład: 50 000